# Schliersee (település)
Schliersee település Németországban, azon belül Bajorországban. Lakosainak száma 6985 fő (2023. december 31.).

## Népesség
A település népessége az elmúlt években az alábbi módon változott:
| Lakosok száma | 1155 | 7349 | 5739 | 6141 | 6666 | 6826 | 6890 | 6857 | 6854 | 6985 |
|               | 1875 | 1950 | 1975 | 1987 | 2012 | 2014 | 2016 | 2017 | 2021 | 2023 |